# River aux Sables
Der River aux Sables (auch Aux Sables River, französisch Rivière aux Sables) ist ein rechter Nebenfluss des Spanish River im Algoma und Sudbury District der kanadischen Provinz Ontario.
Der River aux Sables hat seinen Ursprung in einem namenlosen See westlich des Lac aux Sables, den er in östlicher Richtung durchfließt. Er setzt seinen Lauf in südlicher Richtung fort. Der Ontario Highway 810 verläuft entlang dem Oberlauf des Flusses. Der River aux Sables erreicht bei Massey den Spanish River. Kurz vor Massey durchfließt der Fluss den Chutes Provincial Park. Der River aux Sables hat eine Länge von etwa 110 km. Der Fluss kann per Kanu befahren werden. Es befinden sich jedoch Stromschnellen der Klasse III und IV am Flusslauf.